# Jack Marshall (homme politique)
Pour les articles homonymes, voir Jack Marshall et Marshall.
Jack Marshall, né le 5 mars 1912 à Wellington et mort le 30 août 1988 à Snape, est un homme politique néo-zélandais. Il a notamment été Premier ministre du pays en 1972.
Il a également a également servi dans la New Zealand Army durant la Seconde Guerre mondiale.